# The Home Depot
A The Home Depot, ou simplesmente Home Depot, é uma companhia varejista norte-americana que vende produtos para o lar e construção civil. Foi fundada em Atlanta, Geórgia, Estados Unidos por Bernie Marcus e Arthur Blank. 
Emprega cerca de 355 mil pessoas e possui mais de duas mil lojas operando nos Estados Unidos, Canadá, México e China.

Em 2022, a empresa figurou em décimo-sétimo lugar no ranking das 500 maiores empresas dos Estados Unidos, da Fortune 500.